# Каменский, Михаил Михайлович
Михаил Михайлович Каменский (пол. Michał Kamieński; 12 (24) ноября 1879, Могилёвская губерния) — 18 апреля 1973) — российский и польский астроном, член-корреспондент Польской АН (1927).

## Биография
В 1903 окончил Петербургский университет. В 1903—1908 работал в Пулковской обсерватории, в 1909—1914 — научный сотрудник гидрографического отдела российского военно-морского флота, в 1914—1920 — астроном военного порта во Владивостоке, с 1919 — также начальник организованной им там Морской обсерватории. В 1920—1922 работал в Токио по приглашению гидрографического отдела японского морского флота. В 1922 переехал в Польшу. С 1923 — профессор астрономии Варшавского университета и директор обсерватории университета. В 1935 организовал астрономический отдел в метеорологической обсерватории на горе Поп Иван в Карпатах. В 1945—1963 вёл научно-исследовательскую работу в Кракове. В 1963 вернулся в Варшаву, где продолжал свои научные исследования.
Основная научная деятельность посвящена кометной астрономии. Создал польскую кометную школу. Изучал кометы Вольфа 1 и Галлея. Построил численную теорию движения кометы Вольфа 1 с учётом возмущений от шести планет (от Венеры до Урана) и негравитационных эффектов. Первым показал, что негравитационные силы, действующие в окрестности кометного перигелия, могут вызывать не только вековое ускорение в движении кометы, но и вековое замедление (комета Вольфа 1). Установил, что в результате сближения с Юпитером комета Вольфа 1 движется вокруг Солнца по пульсирующему с нерегулярной периодичностью эллипсу. Разработал новый метод, оценивающий планетные возмущения кометной орбиты, и применил его для изучения движения кометы Галлея на большом интервале времени, используя при этом записи в древних хрониках. Выполнил ряд исследований по гидрографии, проблемам земного магнетизма, астрометрии и метеорологии. Обработал и издал обширные таблицы для определения времени по методу Цингера и широты по методу Певцова. Опубликовал синоптические карты Восточной Сибири и организовал сеть станций по наблюдению арктических льдов от Владивостока до Берингова пролива. Предложил оригинальные схемы конструирования астрономических приборов для мореплавания и работ на суше.
В 1927 году награждён золотой медалью Лондонского королевского астрономического общества.
В 1971 году комета Вольфа 1 была названа в его честь «кометой Вольфа-Каменьского».

## Научные публикации
- Kamienski, M. The motion of Wolf’s comet in 1918 and 1919. Astronomical Journal, vol. 32, iss. 746, p. 14-16 (1919).